# Giocatori di carte (Bartolomeo Manfredi Firenze)
I Giocatori di carte è un dipinto olio su tela (130×191 cm) di Bartolomeo Manfredi databile intorno al 1617-1618 e conservato presso le Gallerie degli Uffizi di Firenze.
Il dipinto lega le sue vicissitudini all'altra tela con cui faceva coppia, il Concerto, anch'essa oggi agli Uffizi.

## Storia e descrizione

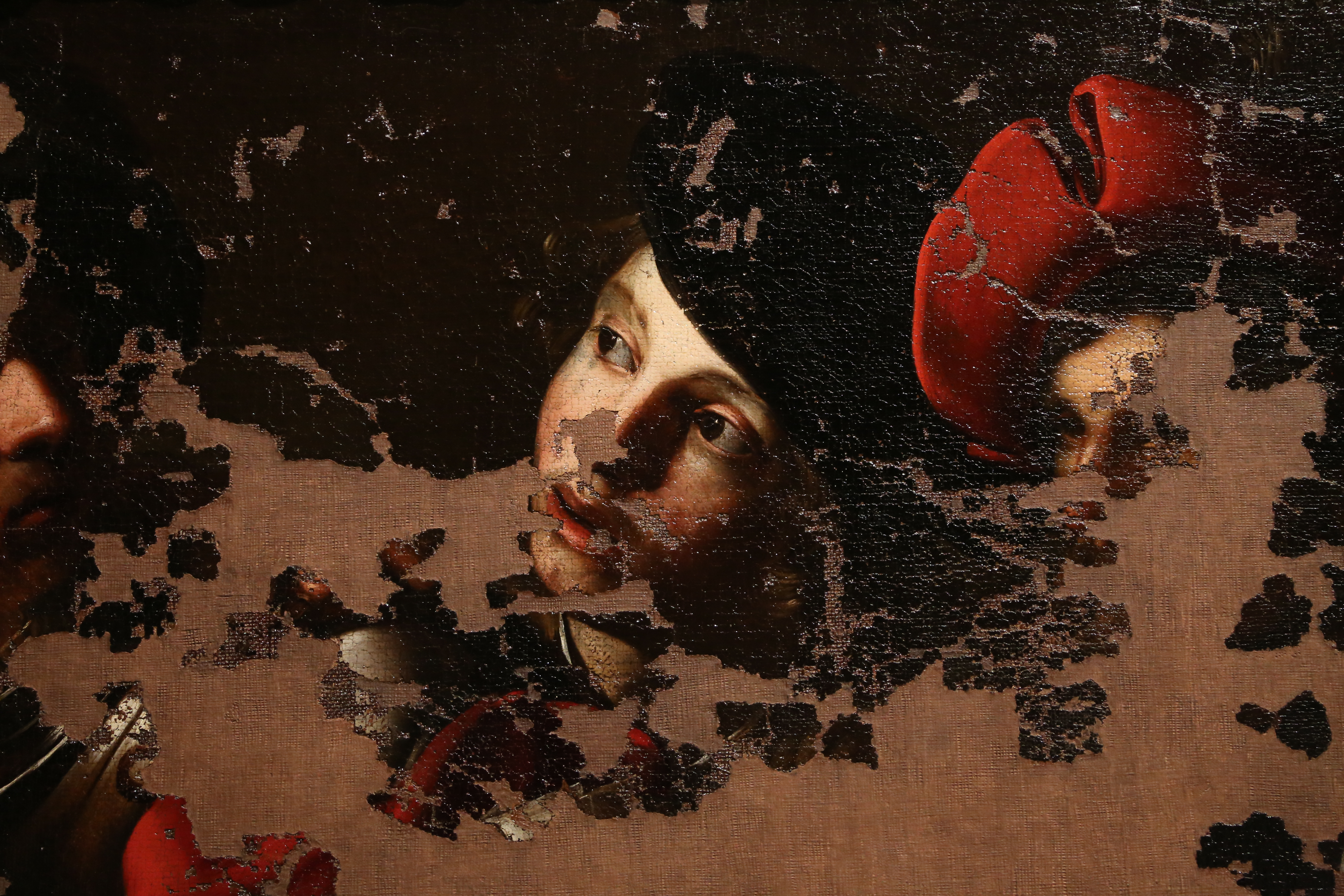
Dettaglio

Non si hanno informazioni puntuali circa la commessa e l'approdo della tela nelle collezioni Medici. Il pittore ostianese doveva ad ogni modo essere particolarmente apprezzato dalla corte fiorentina: nel mese di giugno del 1618 Giulio Mancini venne a sapere che Cosimo II acquistò a Roma per la propria raccolta un'opera di Bartolomeo Manfredi, pagandola diverse centinaia di scudi (probabilmente individuabile nell'Incoronazione di spine), mentre altre due furono comperate poco tempo dopo, entrambe in pendant e incentrate su scene di genere, quindi verosimilmente le attuali versioni degli Uffizi del Concerto e dei Giocatori di carte.
L'opera viene quindi menzionata in un documento del 1626 a Firenze, in occasione del trasferimento di alcuni dipinti dalla moglie del granduca, Maria Maddalena d'Austria, al figlio il Ferdinando II.
Nel 1695 la tela è registrata nella villa di Poggio Imperiale; tuttavia non vi è certezza se l'opera in questione era quella attualmente al museo fiorentino o una sua copia anch'essa nelle collezioni granducali.
Al XX secolo la tela risulta collocata nei depositi degli Uffizi, per poi ricomparire nel 1969 grazie all'identificazione di Evelina Borea, che la prelevò in cattive condizioni conservative dai sotterranei di palazzo Pitti. Nel 1970 il dipinto fu interessato da un importante lavoro di restauro, al seguito del quale fu poi riposizionato accanto al suo antico "compagno", il Concerto, che di contro trovò nuovamente il successo già a partire dal 1922.
L'attentato terroristico del 1993 che colpì gli Uffizi da via dei Georgofili distrusse quasi del tutto l'opera. Considerata in origine irrecuperabile perché destrutturata in oltre 400 frammenti di pittura, questi poi raccolti, assemblati e coperti da carta velina per protezione all'indomani della scoppio della bomba, nel 2017 ha ricevuto un massiccio intervento di restauro che ha visto la ricomposizione su una nuova tela della pittura rimasta superstite. Nonostante i buchi causati da frammenti di vetro e materia esplosi, del quadro rimangono ancora visibili i volti di 4 dei 6 personaggi.
Il dipinto e più in generale le scene di genere eseguite dal Manfredi, ebbe particolare risonanza al tempo dell'esecuzione, tant'è che di queste scene furono eseguite un numero particolarmente elevato di repliche, compiute dallo stesso pittore e dalla sua bottega, o anche da altri artisti del tempo.
Nelle incisioni del Theatrum Pictorium di David Teniers il Giovane questi registra infatti un'altra redazione dei Giocatori del Manfredi presso le collezioni dell'arciduca Leopoldo Guglielmo d'Austria, trasferita poi da Bruxelles a Vienna (probabilmente identificabile con una copia coeva di notevole qualità oggi anch'essa agli Uffizi). Un dipinto di simil soggetto è registrato anche nella collezione del cardinale Giulio Mazzarino, tracciato nell'inventario del 1661, mentre un'ulteriore replica assegnata alla bottega è oggi presso la collezione Guicciardini di Firenze, non si sa se proveniente da Piero Guicciardini, ambasciatore a Roma di Cosimo II nel 1621, che in quello stesso anno chiese al Manfredi la realizzazione di diverse opere per la propria collezione.
Le scene di genere manfrediane trovarono particolare successo nella Roma del secondo-terzo decennio del Seicento, contribuendo al diffondersi di questo tipo di rappresentazioni a taglio orizzontale che saranno di moda negli ambienti naturalistici locali e che verranno riprese qualche anno più tardi da pittori del nord Europa come Nicolas Tournier, Nicolas Regnier, Valentin de Boulogne, Dirck van Baburen e altri.

## Altre immagini

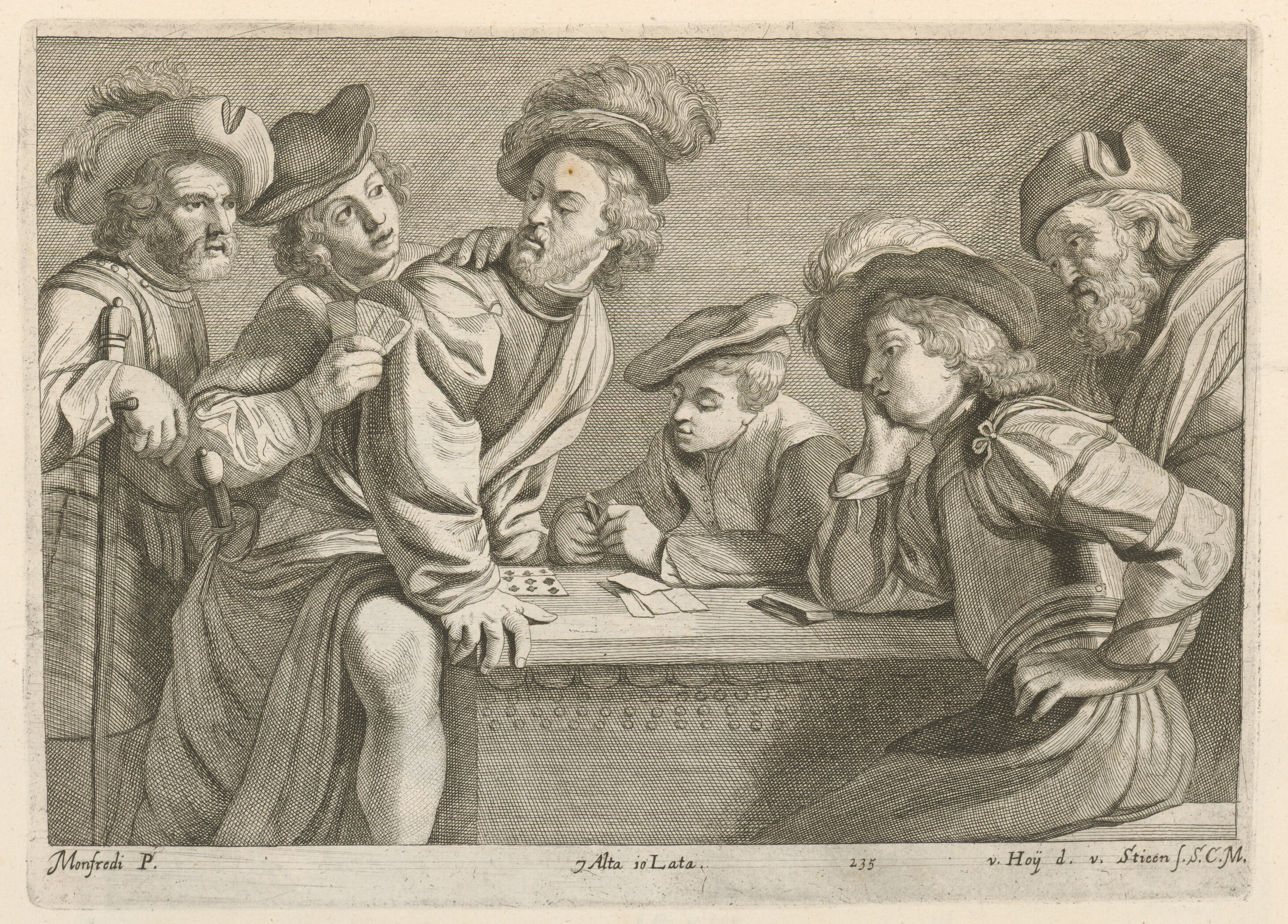
Incisione di David Teniers il Giovane nel Theatrum Pictorium
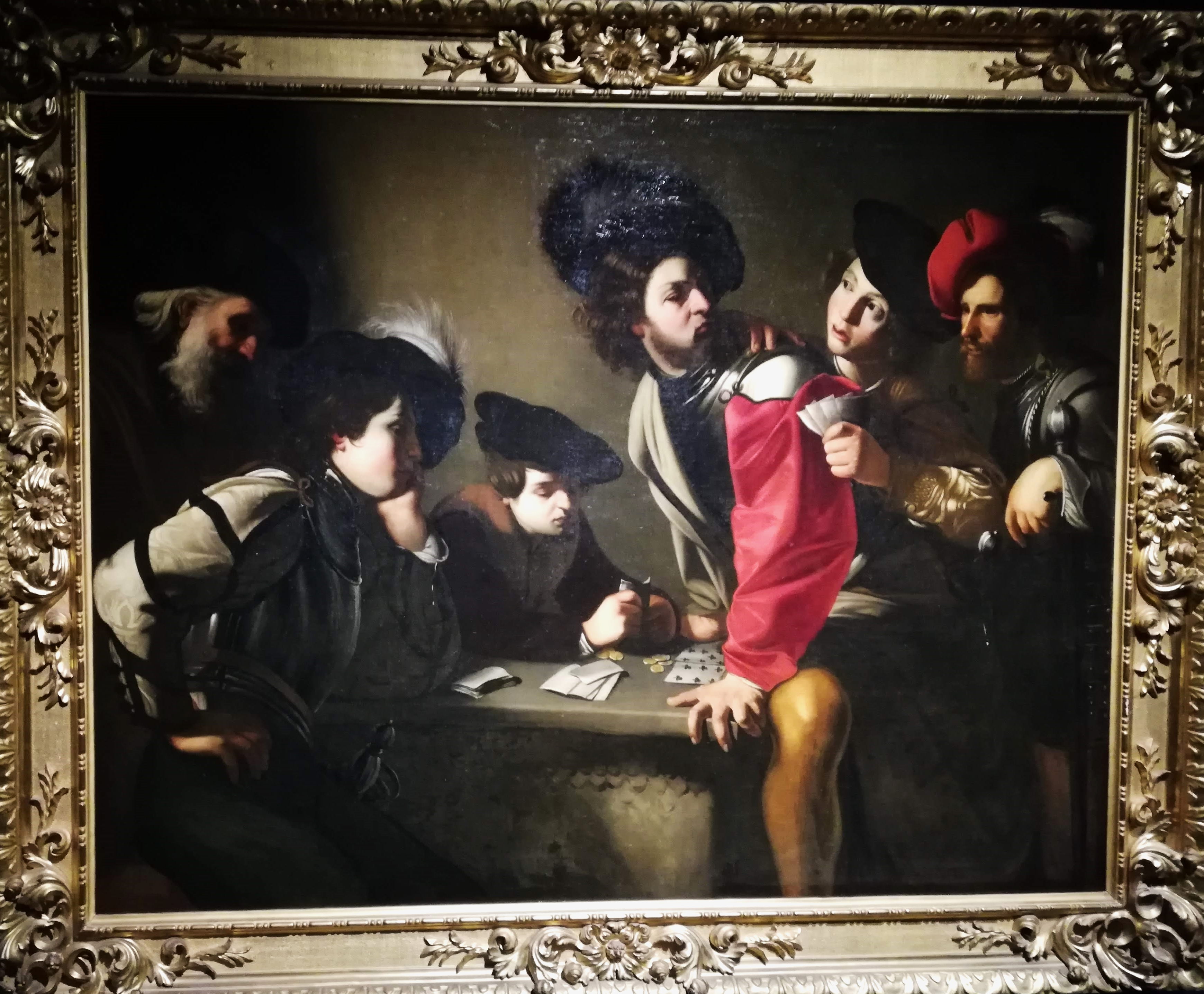
Versione di bottega della collezione Guicciardini